# كرسول غمدي
كرسول غمدي (الاسم العلمي:Crassula vaginata) هو نوع نباتي يتبع جنس الكرسول من فصيلة الكرسولية.